# Katsuō-ji

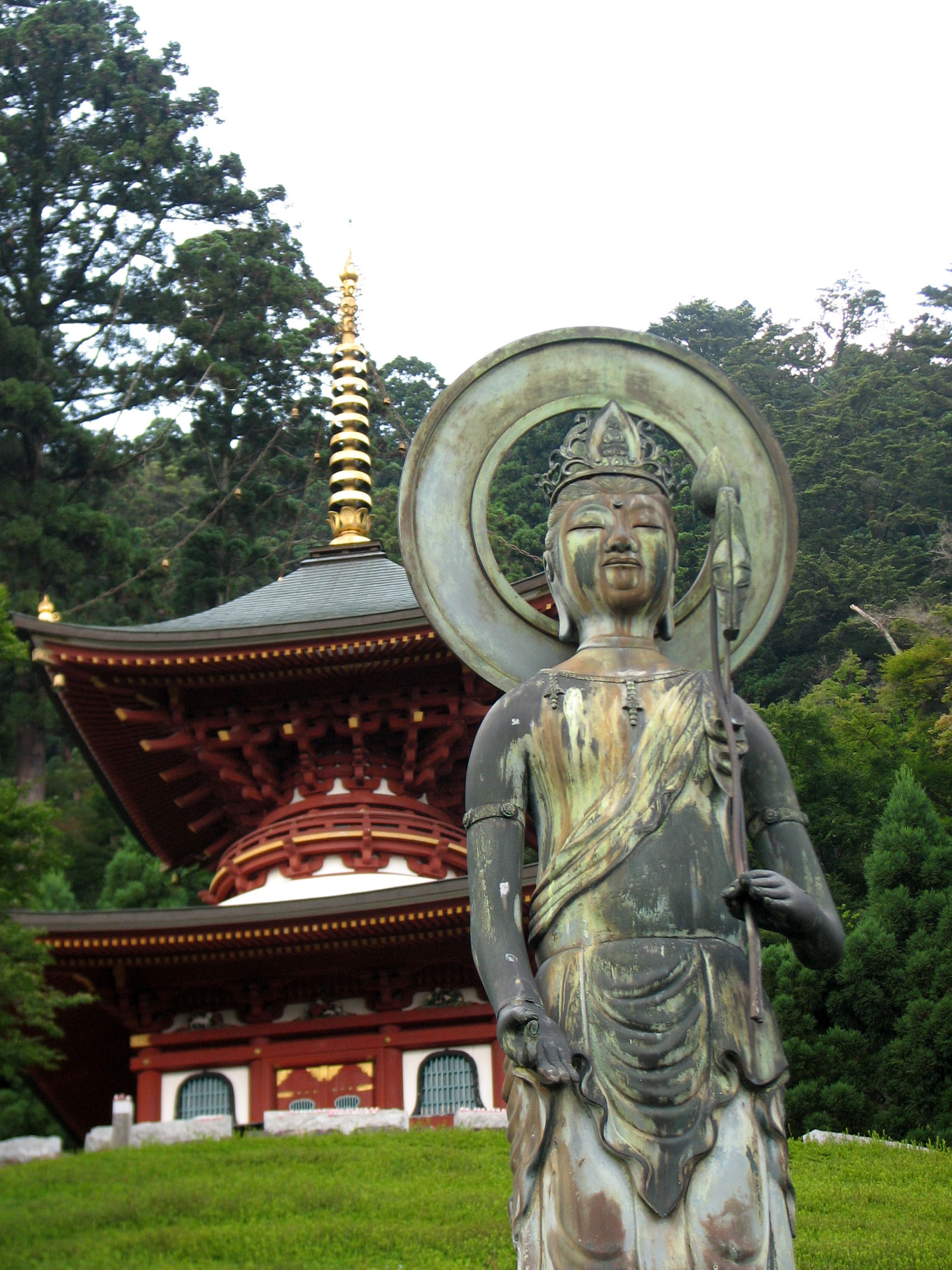
Katsuō-ji et Mizuko Kannon.

Le Katsuō-ji (勝尾寺) est un temple bouddhique de la ville de Minoh, au nord d'Osaka au Japon.

## Historique
Selon une brochure distribuée au temple, son nom d'origine serait le Miroku-ji et il aurait été érigé en 765 par deux moines, Zenchu et Zensan. Le nom de Katsuō-ji lui fut donné par l'empereur Seiwa.
Comme de nombreux autres temples, le Katsuō-ji connut un incendie à la fin du XIIe siècle, en 1184.
Il est l’étape 23 du pèlerinage de Kansai Kannon.

## Particularité du Katsuō-ji
Le caractère 勝 (katsu) signifie notamment « gagner ». Les visiteurs se rendant à ce temple peuvent acheter des figurines de daruma contenant des messages de bonne (ou mauvaise) fortune. Ils peuvent ensuite laisser leur daruma quelque part dans le temple (selon la brochure en anglais, si la prédiction est exaucée).

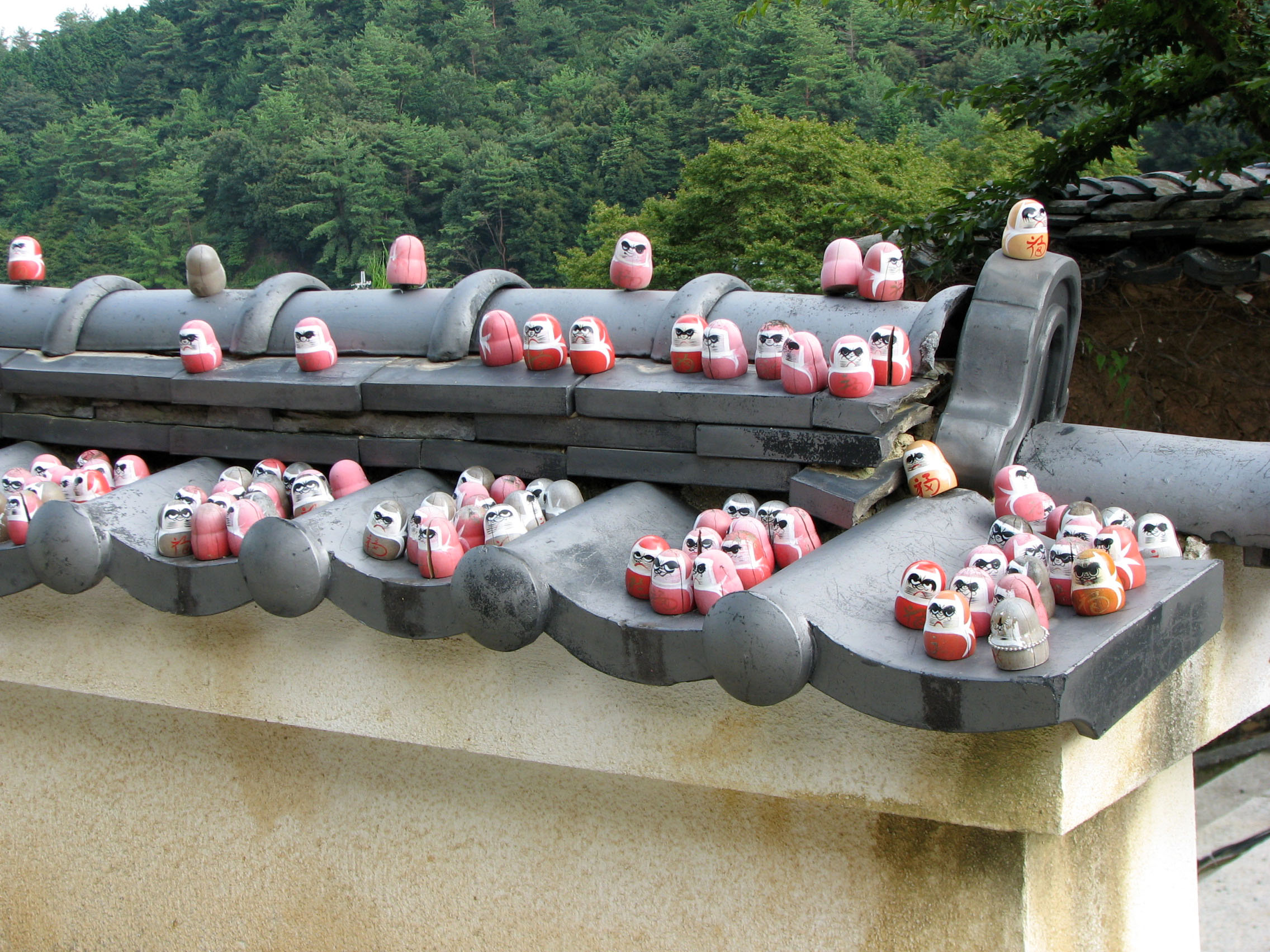
Daruma déposés dans le temple.